# Nigel Mansell
Nigel Ernest James Mansell (Upton-upon-Severn, Worcestershire, Anglia, 1953. augusztus 8. –) brit autóversenyző, 1992-es Formula–1-es világbajnok, 1993-as CART bajnok.

## Gyermekkora és családja
Nigel Mansell 1953. augusztus 8-án született egy angliai kisvárosban, Upton-upon-Severnben. Két lány és egy fiútestvére volt. Gyermekkorában Birminghamben élt családjával. Édesapja, Eric repülőmérnök volt, aki szabadidejében gokartversenyzéssel foglalkozott és érdekelte a Formula–1 is. Nigelt lenyűgözte az 1962-es Formula–1 brit nagydíjat megnyerő szintén brit Jim Clark teljesítménye és elhatározta, hogy ő is autóversenyző lesz.
1965-ben, 12 éves korában kapta meg első gokartját. 1968-ban benevezték egy versenyre Shenningtonban, Midlandsben, ami nem sikerült jól, de utána egyre jobb eredmények következtek. Első győzelmére 1969-ben került sor Turnhillben, Shropshire-ben. Innentől fogva sorozatban következtek sikerei: 1969 és 1976 között hétszer lett Midlands bajnoka, 1970-ben és 1971-ben Wales-i bajnok volt, 1972-ben Északi-bajnok, majd 1973-ban rövid pályás brit bajnok.
Nigel a Matthew Boulton College műszaki egyetemen tanult és mérnök lett belőle. Egyetemi évei alatt ismerkedett meg későbbi feleségével, Rosanne-nal.

## Karrierje

### A Formula–1 előtt
1976-ban úgy döntött, hogy versenyautót vesz, de édesapja kijelentette, hogy nem képes fiát ebben anyagilag támogatni. Nigel felesége, Rosanne nagyon megértő és önfeláldozó volt. Gyakorlatilag összes keresetüket arra tették félre, hogy abból Nigel aztán tudjon vásárolni egy Formula-Ford autót. Ezzel rajthoz állhatott Mallory Parkban egy versenyen, amin negyedik lett és ami remek teljesítmény volt a szerény képességű autóval.
1976-ban Mansell hét Forma-Ford 1600-as versenyen indult és ebből ötöt megnyert. 1977-ben is maradt a kategóriában, de már a teljes szezonra. A szezon rendkívül sikeres volt: összesen 27 versenyből 20 győzelem lett az övé és megnyerte a bajnokságot. Ez év júniusában nagy balesetet szenvedett Brands Hatch-ben, az orvosok azt jósolták, hogy soha többé nem tud ezután versenyezni, de öt hét múlva újra rajthoz tudott állni.
1978-ban nem volt elég pénze ahhoz, hogy a teljes szezonban versenyezhessen, ezért csak öt versenyen indult el a Formula–3-ban, ebből az elsőn megszerezte a pole-t, a versenyen pedig második lett.
1979-ben egy kisebb Formula–3-as csapat teljes évre leszerződtette. A Dolomit-motorral felszerelt Forma-3-as autó a gyengébbek közé tartozott, Mansell mégis tudott vele nyerni egy versenyt. A Formula–1-es brit nagydíj betétfutamaként megrendezett Forma-3-as versenyen Silverstone-ban felfigyelt rá Colin Chapman, a Lotus csapatfőnöke. Nem sokkal eztuán Chapman egy Paul Ricard-i tesztelésre hívta meg az angolt, aki mellett mások is részt vettek a teszten. A Lotus 1980-ra Elio de Angelist szerződtette le versenyzőnek, Mansell tesztversenyző lett.

### A Formula–1-ben

#### Lotus (1980–1984)

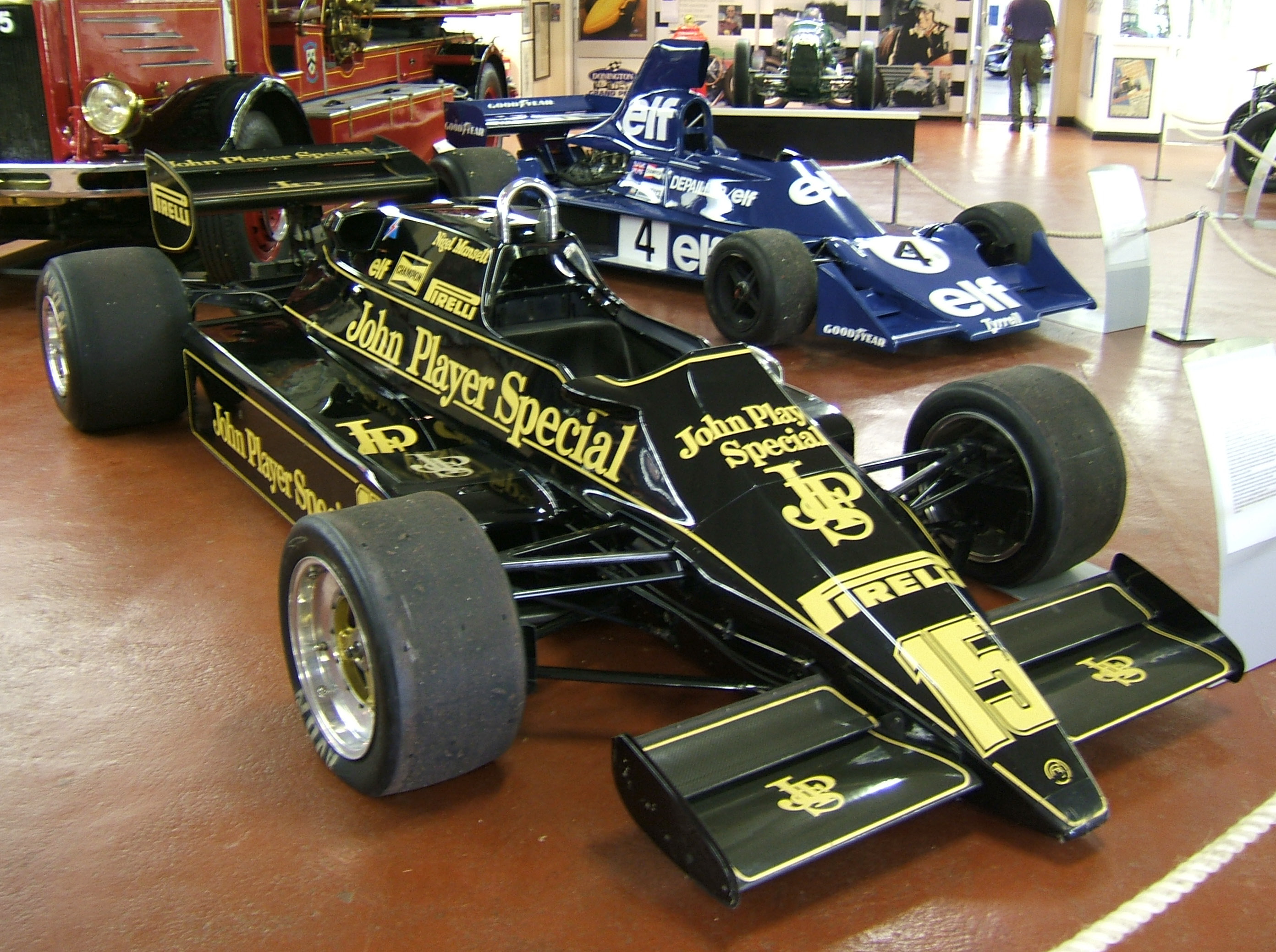
A Lotus 92, a csapat 1983-ban és 1984-ben használt autója

Nigel bár 1980-ban tesztpilóta volt, három versenyen mégis részt vehetett a szezon közben. Így az osztrák nagydíjon debütált a Formula–1-ben, ami igen rosszul sikerült: a tankolásnál az üzemanyag egy része a pilótafülkébe ömlött és meg is gyulladt. A tüzet gyorsan eloltották, de Mansell első- és másodfokú égési sérüléseket szenvedett. Ennek ellenére részt vett a versenyen, amíg a 41. körben motorhiba miatt ki nem esett. A következő versenyen szintén kiesett, fékhiba miatt. Az olasz nagydíjon balesetet szenvedett az edzésen, így nem tudta magát kvalifikálni a versenyre sem.
1981-ben már a teljes évben versenyzett. Az év fénypontja számára a belga nagydíj volt. Az eredetileg 70 körös versenyt az 54. körben leintették és Mansell harmadik lett. Hazai nagydíjára nem tudta kvalifikálni magát, mert a csapat egy újítással állt elő, amit a FISA szabálytalannak minősített és eredeti autójukat már nem tudták időben jól felkészíteni az időmérő edzésre. Első teljes szezonját a tizennegyedik helyen fejezte be 8 ponttal, míg csapattársa, Elio de Angelis nyolcadik lett tizennégy ponttal.
1982-re Chapman új csapatmenedzsert szerződtetett a Lotushoz Peter Warr személyében. Mansellnek nem volt jó kapcsolata Warr-ral, aki tehetségesebbnek tartotta De Angelist. Mansell mindössze kétszer szerzett pontot az évben, Brazíliában harmadik, Monacóban negyedik lett. Angelis vele szemben futamot nyert Ausztriában és 23 pontot szerzett. A csapatnak nehézséget okozott a hagyományos Cosworth motor az erősebb turbókkal szemben. Az év végén szívrohamban meghalt az alapító Colin Chapman.

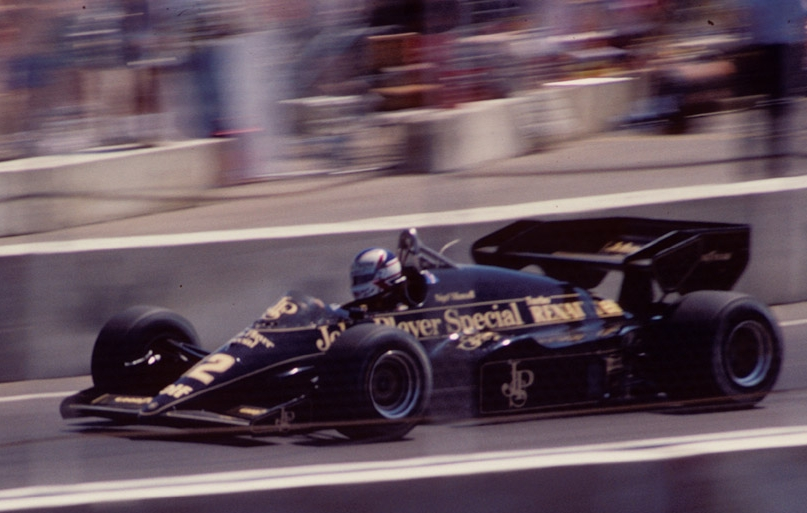
Mansell az 1984-es amerikai nagydíjon

A Lotus vezetését 1983-ra Warr vette át. A brit nagydíjtól Renault turbómotorokat használt a csapat, amelyen Mansell a 18. helyről a negyedikre jött föl. Brand Hatch-ben, az európai nagydíjon a dobogó legalsó fokára állhatott fel. Az év végén Nigel csapattársa, De Angelis előtt végzett a világbajnokságban. 10 pontot szerzett, amivel a 10. lett a bajnokságban.
1984-ben két dobogós helyet szerzett a Francia és a holland nagydíjon. Mansell a monacói időmérő edzésen a második rajtkockát szerezte meg. Az esős futamon Prost szorosan mögötte autózott, Nigel nem bírta a nyomást és kicsúszott. Élete egyik legnagyobb versenyét teljesítette az amerikai nagydíjon, Dallasban. Mansell megszerezte pályafutása első Formula–1-es pole-pozícióját, mögüle csapattársa rajtolhatott el. A verseny végén tönkrement a váltója, néhány méterrel a cél előtt állt le az autó. Ekkor már a nagy hőségtől is kimerült Nigel próbálta betolni autóját a célba, de még a célvonal előtt összeesett.
Így végül hatodik lett, ami egy pontot ért neki.
A holland nagydíjon, Zandvoortban Warr bejelentette, hogy a Lotus 1985-re Ayrton Sennát szerződteti le a brit helyére.
1984 szeptemberében bejelentették, hogy Nigel 1985-ben a Williams csapatnál fog versenyezni.
Az év utolsó versenyének végén Mansell kicsúszott és pályafutása addigi legjobb eredménye veszett el. Niki Lauda ezzel feljött a második helyre és fél ponttal megnyerte az 1984-es bajnokságot Prost előtt. Az év végén kilencedik lett a VB-pontversenyben 13 ponttal.
A Lotusnál töltött 59 versenyén mindössze 24-en tudott célba érni.

#### Williams (1985–1988)

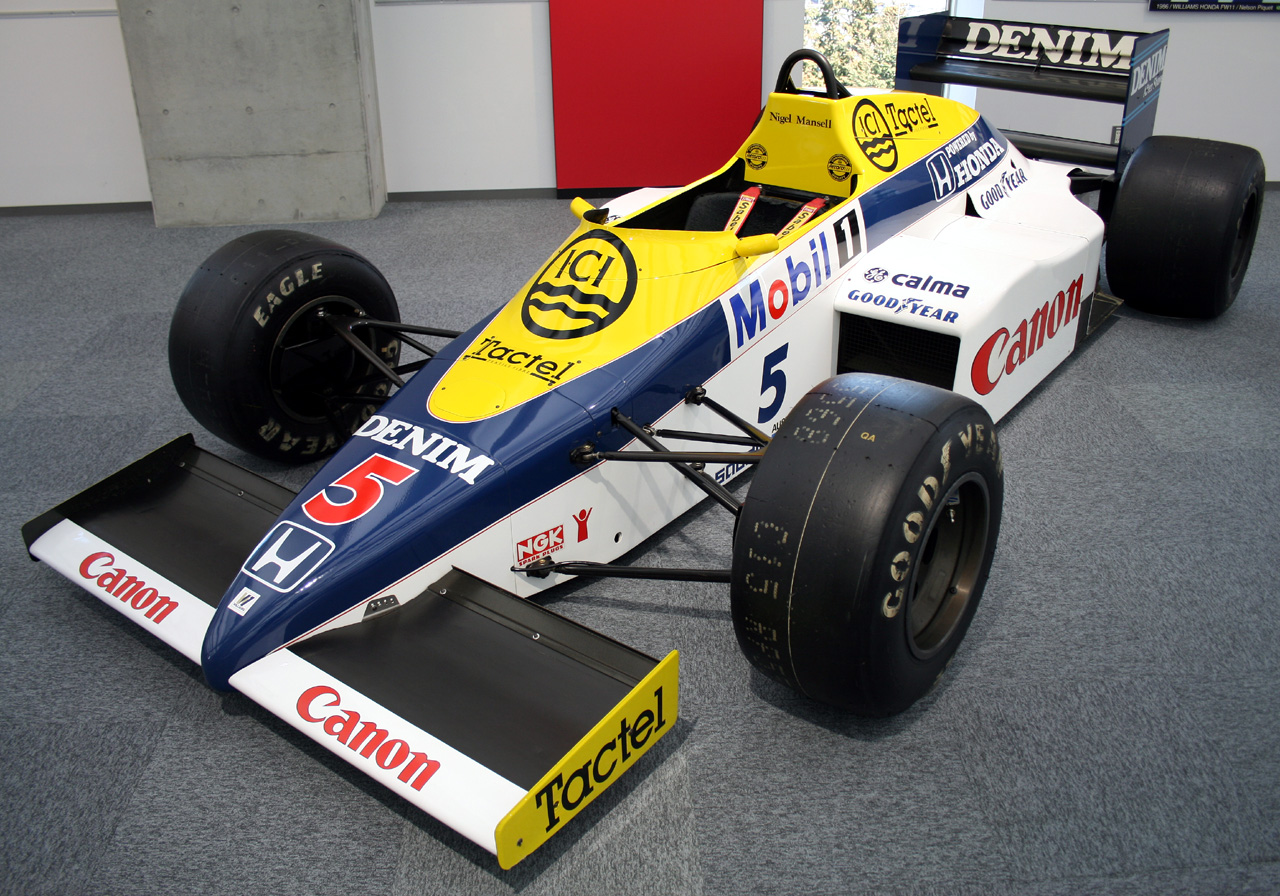
Mansell 1985-ös Williams FW10-ese

1985-től a Williams-Honda színeiben versenyzett, csapattársa az 1982-es finn világbajnok, Keke Rosberg lett. A szezon elején csak pontokat tudott szerezni, majd az esős belga nagydíjon megszerezte pályafutása addigi legjobb eredményét, egy második helyet. Brands Hatch-ben a harmadik helyről indult, a versenyen Rosberg és Piquet is megelőzte, akik azonban egymásnak ütköztek és visszaestek. Rosberg boxkiállása után az első helyért harcoló Senna és Mansell elé állt vissza körhátrányban. Senna jobbról akarta megelőzni a körhátrányban lévő Rosberget, Mansell pedig bement balra, Senna mellé, és megelőzte a brazilt. Ezután megtartotta vezető pozícióját és megszerezte pályafutása első futamgyőzelmét brit közönség előtt. Ezzel ő lett az, aki legkésőbb szerezte meg első győzelmét a F1-ben (1989-ben Thierry Boutsen váltotta fel). Kyalamiban megszerezte a pole-t és megnyerte a versenyt Rosberg és Prost előtt. Az utolsó versenyen összeütközött Sennával és kiesett. Nigel a hatodik helyen végzett a világbajnokságban 31 ponttal. Csapattársa, Rosberg harmadik lett 40 ponttal.
1986 elején Frank Williams súlyos autóbalesetet szenvedett, miáltal tolószékbe kényszerült..
Rosberg a McLarenhez igazolt át, így Mansell csapattársa a kétszeres világbajnok Nelson Piquet lett. A brit 1986-ban a világbajnoki cím esélyesévé lépett elő, öt győzelemmel az utolsó ausztrál verseny előtt vezette az egyéni tabellát.
Mansell megszerezte a pole-t Ausztráliában és a versenyen a harmadik helyen autózott, ami elég lett volna világbajnoki címéhez. Majdnem 300 km/h-s sebességnél az egyik gumija defektet kapott és kénytelen volt a pálya szélére gurulni. Prost így megvédte világbajnoki címét, Nigelnek pedig két pont hátrányban hozzá képest a második hely jutott. Ennek ellenére legyőzte csapattársát, és sok új szimpatizánsa és szurkolója lett. Ez évben 70 pontot szerzett összesen.

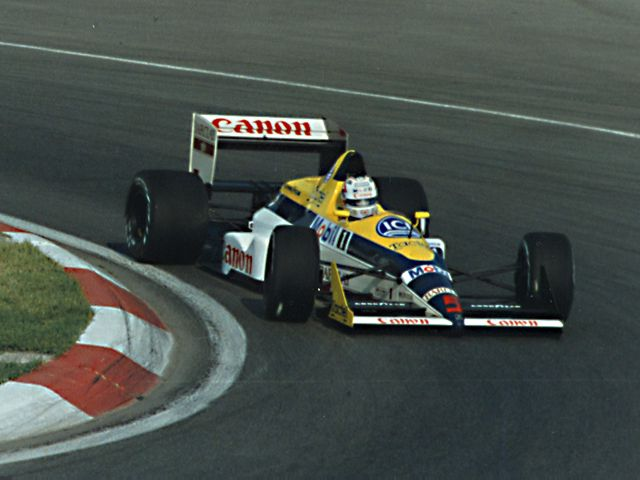
1988-ban, a kanadai nagydíjon

Az 1987-es szezont abszolút a Williams uralta, Mansell legnagyobb riválisa csapattársa, Nelson lett. Egyik ismert futama a magyar nagydíj volt, amelyen pole-pozícióból indulva magabiztosan vezette a versenyt, amikor egy kerékcsavar meglazulása miatt nem fejezhette be a futamot. Hat győzelemmel, nyolc pole-pozícióval és 61 ponttal újra a világbajnoki cím közvetlen közelében volt. Az utolsó előtti futamon, Szuzukában először tartottak a pályán versenyt, ezért csütörtökön is tartottak egy szabadedzést. Mansell az egyik körében több mint 200 km/h-s sebességgel haladt, amikor „kitört” az autója hátulja és hatalmasat bukott. Olyan szerencsétlenül csapódott be a gumifalba, hogy súlyos gerincsérülést szenvedett. Természetesen a versenyen nem indulhatott el. Piquet bár az utolsó kettő futamon kiesett, mégis több pontja volt, mint Mansellnek. Nelson Piquet tehát harmadszor is világbajnok lett, Mansell számára pedig újabb második hellyel és újabb szerencsétlenséggel zárult le egy év.
A Williams 1988-ra a gyenge és megbízhatatlan Judd motorra váltott a Hondáról, amely alaposan meglátszott ez évi eredményükön. Piquet a Lotus csapathoz ment. Nigel csapattársa Riccardo Patrese lett. Mansell ez évben mindössze kétszer ért célba, a Brit- és az spanyol nagydíjon viszont két második helyet szerzett. Spában és Monzában betegség miatt nem indult el.
12 pontot szerezve a világbajnokság kilencedik helyén végzett.

#### Ferrari (1989–1990)

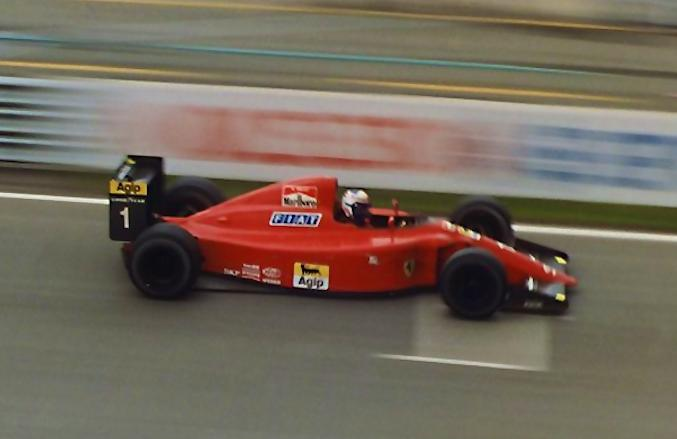
1990-es csapattársa, Alain Prost

A gyenge 1988-as év után a csalódott Mansell még ez év júliusában aláírta szerződését a Ferrari csapattal 1989-re. Még augusztusban meghalt Enzo Ferrari, a csapat alapítója és névadója. Csapattársa az osztrák Gerhard Berger lett.
Az autó nagyon gyors volt, de nagyon sok versenyen ment tönkre a gépezet. Első ferraris versenyét megnyerte Rio de Janeiróban, amit utána csak Kimi Räikkönen tudott megismételni 2007-ben (ausztrál nagydíj), illetve Fernando Alonso 2010-ben (bahreini nagydíj). Ezzel azonnal népszerű lett „tifosik” (Ferrari szurkolók) körében. Ekkor kapta tőlük az "il Leone" (Oroszlán) becenevet.
A következő futamon, Imolában Berger nagyon súlyos balesetet szenvedett a hírhedt Tamburello kanyarban – műszaki hiba következtében. Gerhard kórházba került, de két versennyel később ismét rajthoz állhatott. Ezután egy öt futamig tartó pechsorozat következett számára, mindegyik versenyen kiesett, a kanadai nagydíjon pedig diszkvalifikálták.
A francia nagydíjon az utolsó helyről rajtolva Berger autójával a második lett Prost mögött.
Prost a verseny után bejelentette, hogy a szezon végén elhagyja a McLarent – ahol igencsak megromlott a viszonya csapattársával, Sennával, de akkor még nem dőlt el, hogy hová fog szerződni. Berger még a következő verseny, a brit nagydíj előtt bejelentette, hogy ő fogja elfoglalni Prost megüresedett helyét a McLarennél.
A brit nagydíjon Mansell ismét második lett Senna kiesésének köszönhetően. A német nagydíjon a McLaren mögött harmadik lett. Aztán Magyarországon egy újabb emlékezetes futama következett Nigel pályafutásának.
A Hungaroringen szorosan Senna mögött autózott, majd Stefan Johansson lekörözésénél bement Senna mellé és meg is előzte a brazilt. Ezzel megszerezte '89-es szezonjának második, egyben utolsó futamgyőzelmét. A belga nagydíjon harmadik lett, majd újabb szerencsétlen és pont nélküli sorozat következett a szezon végéig.

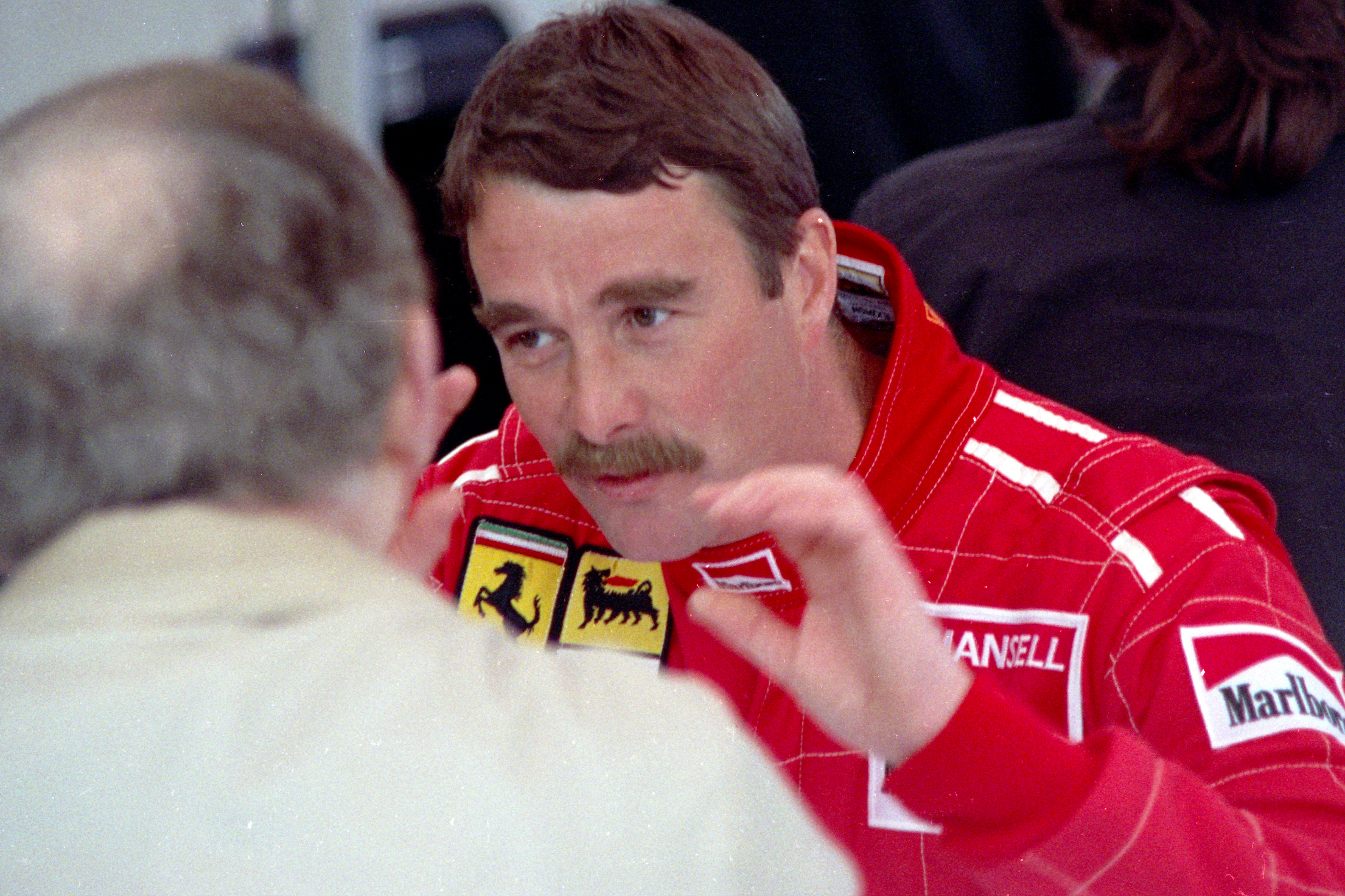
1990-ben, Phoenixben

A portugál nagydíjon Mansell a bokszutcában csapata boxán túlmenve hátramenetbe kapcsolt, ami szabálytalan, s ezért fekete zászlóval kizárták. Ő azonban folytatta a versenyt, arra hivatkozott, hogy nem látta a zászlót. A versenyen ezután összeütközött a világbajnoki címért versenyben lévő Sennával, holott már versenyben sem lehetett volna, ezért eltiltották a következő spanyol nagydíjról.
38 pontjával a negyedik helyen végzett az év végén Prost, Senna és Patrese mögött.
1990-re a világbajnok Prost lett Nigel csapattársa a Ferrarinál.
Prost eredményei ez évben egyértelműen jobbak voltak Nigelénél, míg a francia a világbajnoki címért harcolhatott, addig Mansell csak ötödik lett. Nigel kapcsolata jól indult a Ferrarival 1989-ben, ám Prost érkezése 1990-ben megnehezítette versenyzői karrierjét. Három legjobb eredménye egy harmadik, egy második és egy első hely volt. Prost 71 ponttal, 5 győzelemmel a második hely, Nigel Mansell: 37 ponttal, 1 győzelemmel ötödik lett.

#### Ismét a Williams (1991–1992)

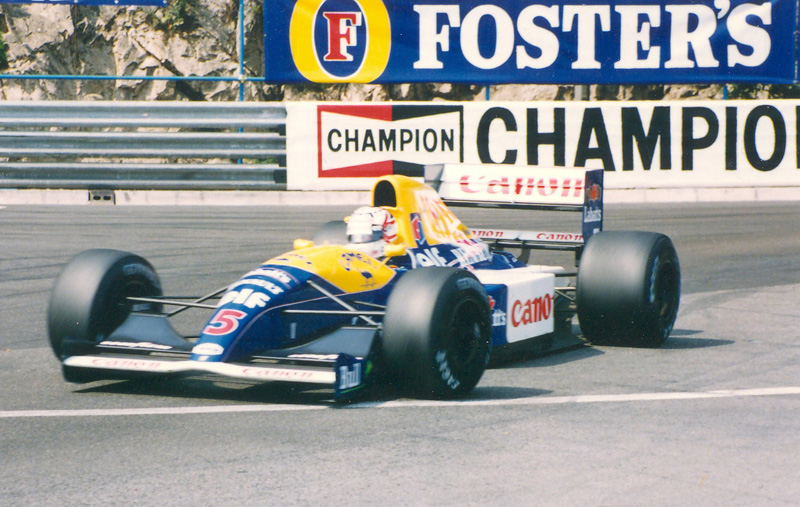
Mansell az 1991-es monacói nagydíjon

Az 1990-es szezon közepén Mansell bejelentette, hogy az év végén visszavonul, de Frank Williams felajánlotta, hogy üljön vissza a Williams-Renault-ba. Csapattársa Riccardo Patrese lett.
Az 1990/1991-es télen a Williams leszerződtette az akkor még ismeretlen nevű Adrian Newey-t, aki remek aerodinamika mérnök volt.
Sok szakember már 1991-ben a leggyorsabb autónak tartotta a Williams-Renault-t, ami azonban még nem volt elég megbízható. Az első három versenyen nem ért célba, úgyhogy Senna ezeket mind megnyerte. Monacóban második lett, aztán Montrealban az utolsó körben majdnem egyperces előnnyel vezetett Piquet előtt, amikor autója leállt. A közönségnek integetett, amikor a könyökével véletlenül átbillentett egy kétállású kapcsolót, amivel áramtalanította a motort. Végül a hatodik helyre rangsorolták. Mexikóvárosban második lett, majd három versenyen át ő nyert. Köztük volt a számára hazai brit nagydíj is, amelyen a győzedelmeskedő brit autójára felszállt Senna, akinek megállt autója az utolsó körben a kifogyott üzemanyag miatt. A szezon végéig még két második és egy első helyet szerzett. Az utolsó, ausztrál futam már "tét nélküli" volt Senna és Mansell számára, a brazil harmadszorra is világbajnok lett. Mansell 1991-ben összesen 72 pontot szerzett (a világbajnok Senna 95-öt) és öt futamot nyert.

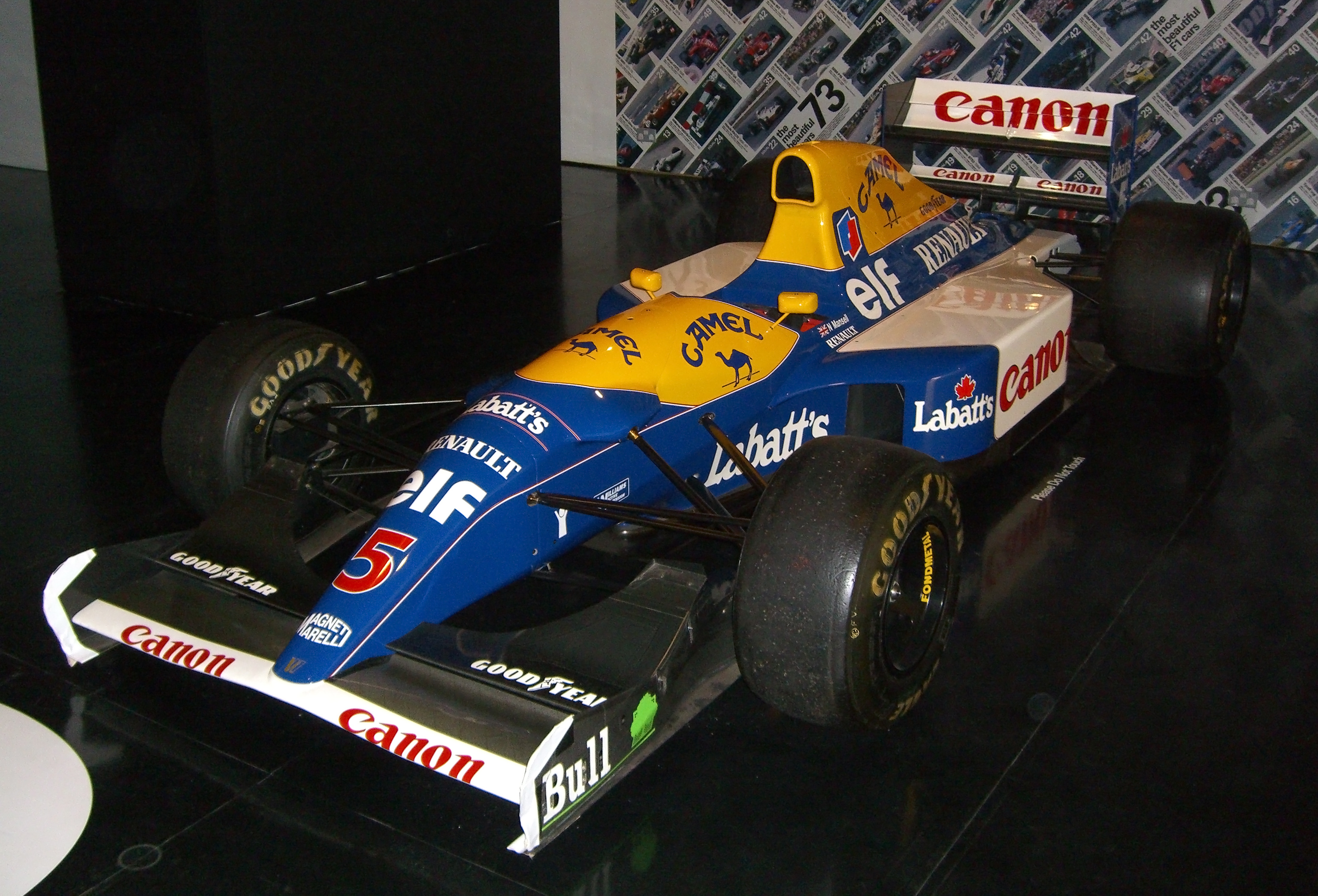
1992-es világbajnok autója

1992-re a csapat valóban megbízhatóbbá vált, és abszolút mértékben uralta az évet. Ezt mutatta Mansell teljesítménye az első öt futamon, amelyet megnyert. Ezt a rekordot csak Michael Schumacher tudta túlszárnyalni 2004-ben. Monacóban második lett, Kanadában kiesett. Az ezek után következő francia, brit és német futamon ismét diadalmaskodott. Magyarországra akkora pontelőnnyel érkezett, hogy már itt bebiztosíthatta világbajnoki címét. A versenyen defektet kapott és a hatodik helyre esett vissza, de fel tudott zárkózni a második helyig és ezzel hosszú, szerencsétlen évek után megszerezte világbajnoki címét. Az utolsó versenyeken már csapattársát, Patresét segítette. Belgiumban második, Portugáliában első lett. Az olasz, a japán és az utolsó ausztrál nagydíjon kiesett, de ezeknek már nem volt nagy jelentőségük. 1976 (James Hunt) után ő lett az újabb brit világbajnok. Ebben a szezonban megdöntötte két honfitársa Jim Clark (San Marinó-i nagydíjon) és Jackie Stewart (brit  nagydíjon) rekordját, a szezon végére már 30 győzelme volt. A 2014-es amerikai nagydíjig ő volt a legtöbb győzelmet szerző brit versenyző, Lewis Hamilton váltotta fel őt.
108 pontot szerzett és kilenc futamot nyert 1992-ben, ami akkor rekord volt. Összesen 14 pole-pozíciót szerzett ami hosszú időn keresztül rekord volt, amit csak Sebastian Vettel tudott megdönteni 19 évvel később a 2011-es brazil nagydíjon. Patrese 56 ponttal a második lett Nigel mögött.

### 1992 után

#### CART IndyCar World Series (1993–1994)

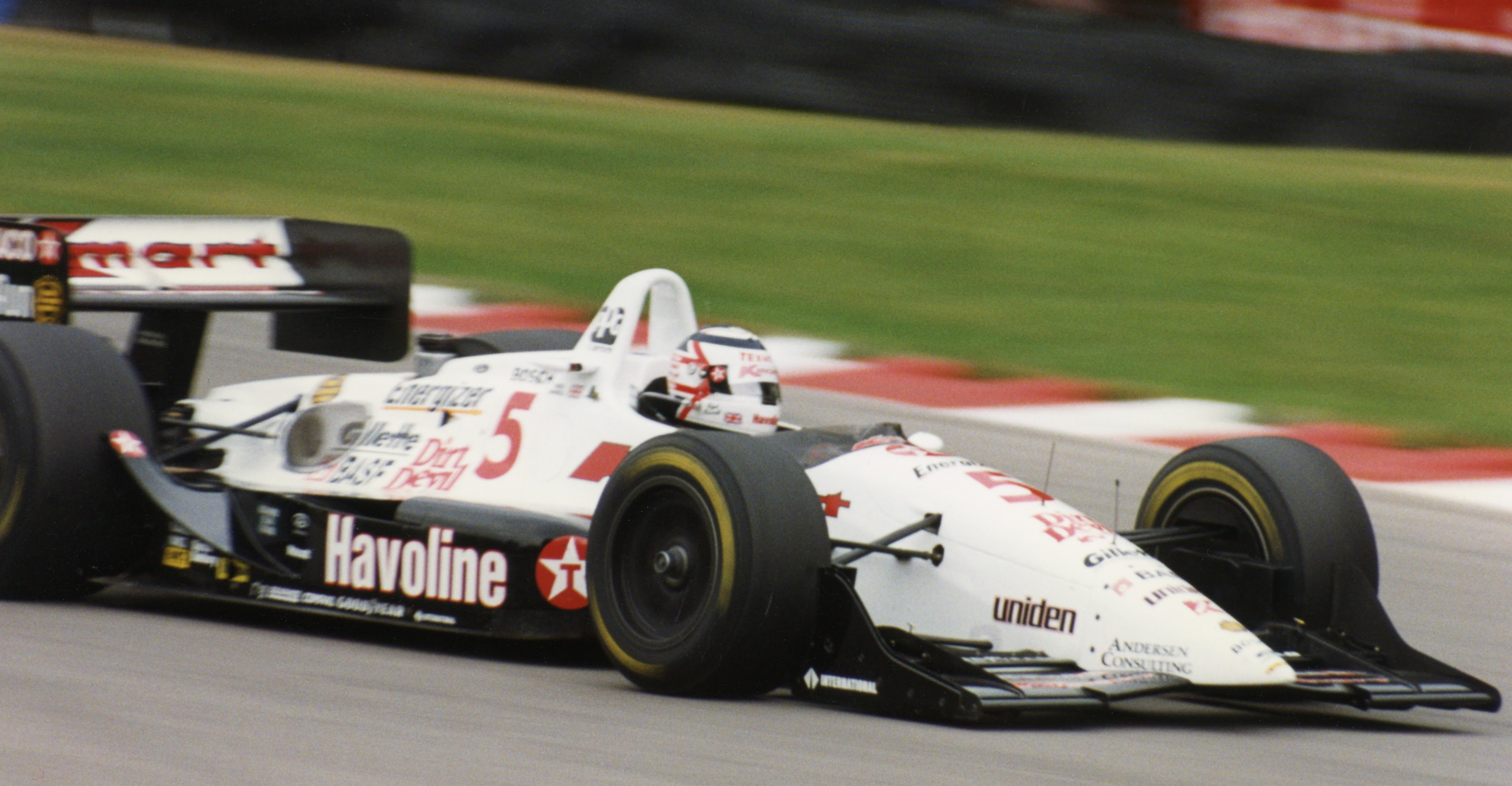
Mansell az IndyCar sorozatban

Nigel világbajnoki címe után távozott a Formula–1-ből és a következő évben az amerikai CART sorozatban vett részt, a Newman/Haas Lola-Ford csapat színeiben.
A szezon az ausztráliai Surfers Paradise-ban kezdődött, amelyet az F1-es világbajnok azonnal meg is nyert. Phoenix-ben nem tudott rajthoz állni az edzéseken történt baleset miatt. Long Beach-en harmadik lett. Ezután következett a híres indianapolisi 500-as futam, ahol szintén harmadik helyet szerzett. Milwaukee-ban győzött, Detroitban a pole-ból indulva a 15. lett. Portlandban ismét pole és egy második hely következett. Clevelandben harmadik lett, Torontóban pedig műszaki hiba miatt kiesett. Michiganben nyert, majd pole-ból indult és újra nyert New Hampshire-ben. Elkhart Lake-en a második lett, Vancouver-ben a hatodik. Mid-Ohio-ban pole-t szerzett, de csak 12. lett a versenyen, majd Nazareth-ben: pole-ból indulva nyert. A szezon utolsó versenyén, Laguna Secában baleset miatt kiesett, de ez már nem számított, mert ekkor már 191 ponttal és öt futamgyőzelemmel ő lett a CART első "újonc" bajnoka.
1994-re is maradt a sorozatban, ugyanannál a csapatnál. Ez az év azonban nem volt már olyan sikeres számára, mint az előző. Legjobb eredménye két második hely volt Long Beach-en és Clevelandben. Phoenixben szintén dobogós helyen ért célba, harmadik lett.
Az Indy500-at baleset miatt nem tudta befejezni.

#### Utolsó versenyek a Formula–1-ben (1994–1995)

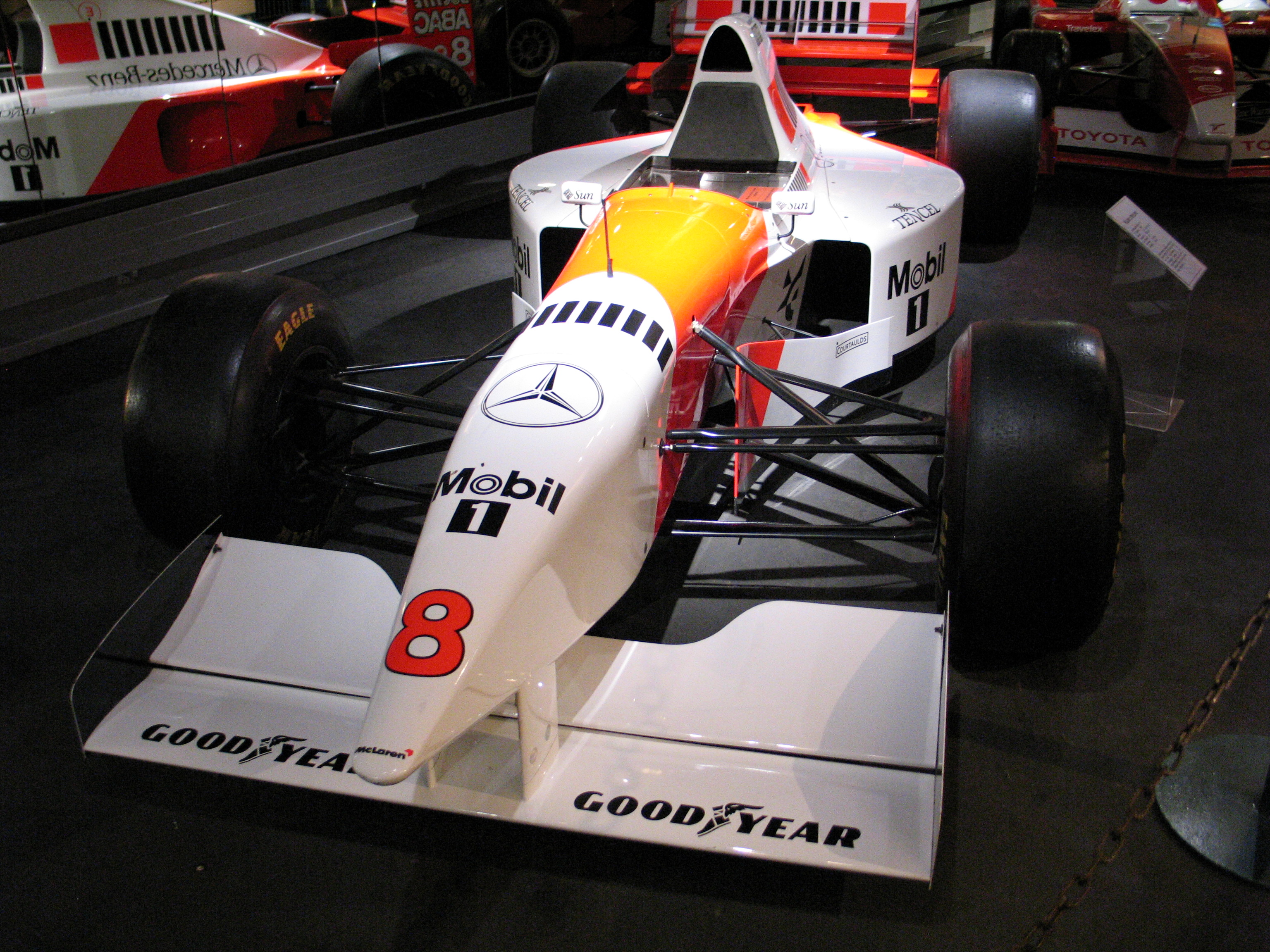
A McLaren 1995-ös autója

1994-ben Ayrton Senna halálos balesetet szenvedett Imolában a Williamsszel, így helyére a fiatal skót tesztpilóta, David Coulthard ülhetett be. Azonban Bernie Ecclestone azt akarta, hogy legyen a mezőnyben egy világbajnok, erre Mansell jöhetett szóba leginkább (a többiek már kiöregedtek vagy nem versenyeztek). Így négy verseny erejéig ő vezette a 2-es rajtszámú Williams Renault-t. Az első ilyen verseny a francia nagydíj volt (akkor épp szabad hétvége volt az IndyCarban), amelyen Mansell motorhiba miatt esett ki. Az IndyCar-szezon befejeztével a jerezi európai nagydíjon a versenyen kipördült és kiesett. Szuzukában negyedik lett, míg csapattársa, Damon Hill nyert. Az utolsó ausztrál versenyt Adelaide-ben pole-pozícióból indulva Schumacher és Hill ütközésének köszönhetően megnyerte.
Négy versenyén összesen 13 pontot gyűjtött össze. A következő évre azonban nem szerződtették, Coulthard kapott állandó helyet.
1995-re a McLaren-Mercedeshez került, de az első két versenyen nem állt rajthoz (az első tesztnél nem fért be az autóba). Imolában indult először, itt a 10. helyen végzett, Barcelonában pedig műszaki hiba miatt nem fejezte be a versenyt. Csapattársa, Mika Häkkinen mindkét alkalommal megelőzte az edzésen. A rosszul sikerült szereplés után szerződést bontottak.

#### Egyéb sorozatokban
1996-ban tesztelt a Jordan-Peugeot csapat számára, de versenyen nem vett részt.
1998-ban részt a Brit Túraautó Bajnokságban hat versenyen vett részt egy Ford Mondeóval és Doningtonban ötödik lett.
2001-ben egy bemutatón vezette a Minardi kétszemélyes Formula–1-es autóját.
2005-ben részt vett a Grand Prix Masters versenysorozatban, amelyet volt Formula–1-es pilótáknak tartottak. 2005-ben megnyerte az egyetlen futamot Kyalamiban, 2006-ban a szezonnyitó versenyen győzedelmeskedett Katarban. Silverstone-ban, a második futamon technikai hiba miatt a bemelegítőkörben kiesett.
2010-ben fiaival közösen indult a Le Mans-i 24 órás versenyen és a Le Mans Series néhány futamán.

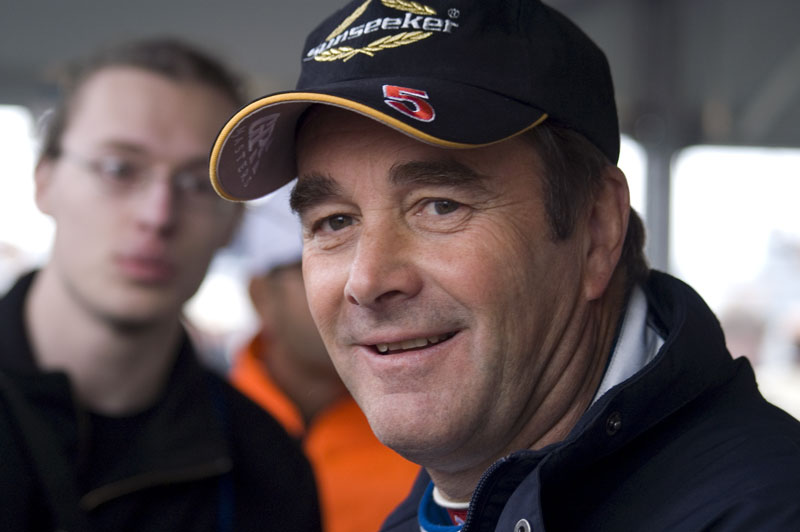
2007-ben

## Jelenlegi élete
Mansell feleségével, Rosanne-nal, lányával, Chloéval és két fiával, Leóval és Greggel Jersey szigetén él. Leo és Greg apjuk nyomdokába lépett: 2006-ban a brit Formula–BMW sorozatban versenyeztek.

## Eredménysorozatai

### Teljes Formula–1-es eredménysorozata
(Táblázat értelmezése)

(Félkövér: pole-pozícióból indult; dőlt: leggyorsabb kört futott) 

| Év   | Csapat   | 1      | 2      | 3      | 4      | 5      | 6       | 7      | 8      | 9      | 10     | 11      | 12      | 13      | 14     | 15     | 16     | 17  | Helyezés | Pont    |
| ---- | -------- | ------ | ------ | ------ | ------ | ------ | ------- | ------ | ------ | ------ | ------ | ------- | ------- | ------- | ------ | ------ | ------ | --- | -------- | ------- |
| 1980 | Lotus    | ARG    | BRA    | RSA    | USW    | BEL    | MON     | FRA    | GBR    | GER    | AUT Ki | NED Ki  | ITA NK  | CAN     | USA Vi |        |        |     | –        | 0       |
| 1981 | Lotus    | USW Ki | BRA 11 | ARG Ki | SMR Vi | BEL 3  | MON Ki  | ESP 6  | FRA 7  | GBR NK | GER Ki | AUT Ki  | NED Ki  | ITA Ki  | CAN Ki | LVS 4  |        |     | 14.      | 8       |
| 1982 | Lotus    | RSA Ki | BRA 3  | USW 7  | SMR Vi | BEL Ki | MON 4   | DET Ki | CAN Ki | NED    | GBR Ki | FRA     | GER 9   | AUT Ki  | SUI 8  | ITA 7  | LVS Ki |     | 14.      | 7       |
| 1983 | Lotus    | BRA 12 | USW 12 | FRA Ki | SMR Ki | MON Ki | BEL Ki  | DET 6  | CAN Ki | GBR 4  | GER Ki | AUT 5   | NED Ki  | ITA 8   | EUR 3  | RSA Hn |        |     | 12.      | 10      |
| 1984 | Lotus    | BRA Ki | RSA Ki | BEL Ki | SMR Ki | FRA 3  | MON Ki  | CAN 6  | DET Ki | DAL 6  | GBR Ki | GER 4   | AUT Ki  | NED 3   | ITA Ki | EUR Ki | POR Ki |     | 9.       | 13      |
| 1985 | Williams | BRA Ki | POR 5  | SMR 5  | MON 7  | CAN 6  | DET Ki  | FRA Ni | GBR Ki | GER 6  | AUT Ki | NED 6   | ITA 11  | BEL 2   | EUR 1  | RSA 1  | AUS Ki |     | 6.       | 31      |
| 1986 | Williams | BRA Ki | ESP 2  | SMR Ki | MON 4  | BEL 1  | CAN 1   | USA 5  | FRA 1  | GBR 1  | GER 3  | HUN 3   | AUT Ki  | ITA 2   | POR 1  | MEX 5  | AUS Ki |     | 2.       | 70 (72) |
| 1987 | Williams | BRA 6  | SMR 1  | BEL Ki | MON Ki | DET 5  | FRA 1   | GBR 1  | GER Ki | HUN 14 | AUT 1  | ITA 3   | POR Ki  | ESP 1   | MEX 1  | JPN Ni | AUS    |     | 2.       | 61      |
| 1988 | Williams | BRA Ki | SMR Ki | MON Ki | MEX Ki | CAN Ki | DET Ki  | FRA Ki | GBR 2  | GER Ki | HUN Ki | BEL Sér | ITA Sér | POR Ki  | ESP 2  | JPN Ki | AUS Ki |     | 9.       | 12      |
| 1989 | Ferrari  | BRA 1  | SMR Ki | MON Ki | MEX Ki | USA Ki | CAN Kiz | FRA 2  | GBR 2  | GER 3  | HUN 1  | BEL 3   | ITA Ki  | POR Kiz | ESP    | JPN Ki | AUS Ki |     | 4.       | 38      |
| 1990 | Ferrari  | USA Ki | BRA 4  | SMR Ki | MON Ki | CAN 3  | MEX 2   | FRA 18 | GBR Ki | GER Ki | HUN 17 | BEL Ki  | ITA 4   | POR 1   | ESP 2  | JPN Ki | AUS 2  |     | 5.       | 37      |
| 1991 | Williams | USA Ki | BRA Ki | SMR Ki | MON 2  | CAN 6  | MEX 2   | FRA 1  | GBR 1  | GER 1  | HUN 2  | BEL Ki  | ITA 1   | POR Kiz | ESP 1  | JPN Ki | AUS 2  |     | 2.       | 72      |
| 1992 | Williams | RSA 1  | MEX 1  | BRA 1  | ESP 1  | SMR 1  | MON 2   | CAN Ki | FRA 1  | GBR 1  | GER 1  | HUN 2   | BEL 2   | ITA Ki  | POR 1  | JPN Ki | AUS Ki |     | 1.       | 108     |
| 1994 | Williams | BRA    | PAC    | SMR    | MON    | ESP    | CAN     | FRA Ki | GBR    | GER    | HUN    | BEL     | ITA     | POR     | EUR Ki | JPN 4  | AUS 1  |     | 9.       | 13      |
| 1995 | McLaren  | BRA    | ARG    | SMR 10 | ESP Ki | MON    | CAN     | FRA    | GBR    | GER    | HUN    | BEL     | ITA     | POR     | EUR    | PAC    | JPN    | AUS | –        | 0       |

### IndyCar
| Év   | Csapat      | 1     | 2       | 3     | 4       | 5      | 6     | 7     | 8      | 9      | 10    | 11     | 12     | 13     | 14     | 15    | 16     | Helyezés | Pontok |
| ---- | ----------- | ----- | ------- | ----- | ------- | ------ | ----- | ----- | ------ | ------ | ----- | ------ | ------ | ------ | ------ | ----- | ------ | -------- | ------ |
| 1993 | Newman/Haas | SUF 1 | PHX Sér | LBH 3 | INDY 3  | DET 15 | MIL 1 | POR 2 | CLE 3  | TOR Ki | MIC 1 | NWH 1  | ROA 2  | VAN 6  | MDO 12 | NAZ 1 | LAG 23 | 1.       | 191    |
| 1994 | Newman/Haas | SUF 9 | PHX 3   | LBH 2 | INDY Ki | MIL 5  | POR 5 | CLE 2 | TOR Ki | MIC 26 | MDO 7 | NWH Ki | ROA 13 | VAN 10 | NAZ Ki | LAG 8 |        | 8.       | 88     |

## Videók
1. ↑  Mansell betolja autóját a célba
2. ↑  Senna megelőzése (2 perc 40 másodperctől)
3. ↑  Mansell tolat a bokszutcában
4. ↑  SimonSays: A Formula–1 legnagyobb lúzerei. www.totalcar.hu, 2010. november 11. (Hozzáférés: 2014. január 31.)
5. ↑  Mansell és Senna az 1991-es brit nagydíjon